# Національний парк Морн-Труа-Пітон
Національний парк Морн-Труа-Пітон (англ. Morne Trois Pitons National Park, від фр. morne trois pitons — «пагорб з трьома піками») — національний парк в Домініці, заснований в 1975 році, перший в країні. З 1997 року парк входить до списку Світової спадщини ЮНЕСКО. На території парку розташовані долина Десоласьйон — район гарячих джерел та невеликих гейзерів; Озеро, що кипить; ущелина Тіту та Смарагдове озеро.